# Bert Raymond John Hassell
Bert Raymond John Hassell (1893 – 1974. szeptember 12.) pilóta, a távolságrepülés egyik úttörője.

## Életpálya
Az első világháború idején repülőgépvezető-oktatóként szolgált, a háború után légipostai szolgálatot vállalt. Olyan távolsági repülőútvonalat tervezett, amit még senki sem teljesített.

## Távolságrepülés
1928. augusztus 16-án Bockford (Chicago) repülőteréről Parker Dresser Cramer társaságában indult Grönland irányába. Tervük szerint Kanada – Grönland – Izland útvonalon kívánták elérni Európát. A Convair amerikai repülőgépgyártó vállalat Stinson egyfedelű könnyű gépével indultak programjuk teljesítésére. A második 2600 kilométeres szakasz célpontja a grönlandi Söndre Strömfjord jegén állomásozó michigani egyetem kutatóbázisa. Felszállás után rádióadójuk elromlott, céljuk közelébe sűrű ködbe kerültek, semmit sem láttak. Iránytűjük az Északi-sark mágneses hatására veszedelmesen kitért irányából. Eltévedtek, az üzemanyag elfogyott, le kellett szállni. Landoláskor a repülőgép bukfencezett egyet és orrával belefúródott a hóba. Gyalogosan indultak megkeresni a bázist. A két napra tervezett út 14 napig tartott, amikor eszkimó-csónakok felvették és a táborba vitték őket.
Hazatérése után a polgári légiforgalomban utasszállító repülőgépeket vezetett.